# 農村図書館

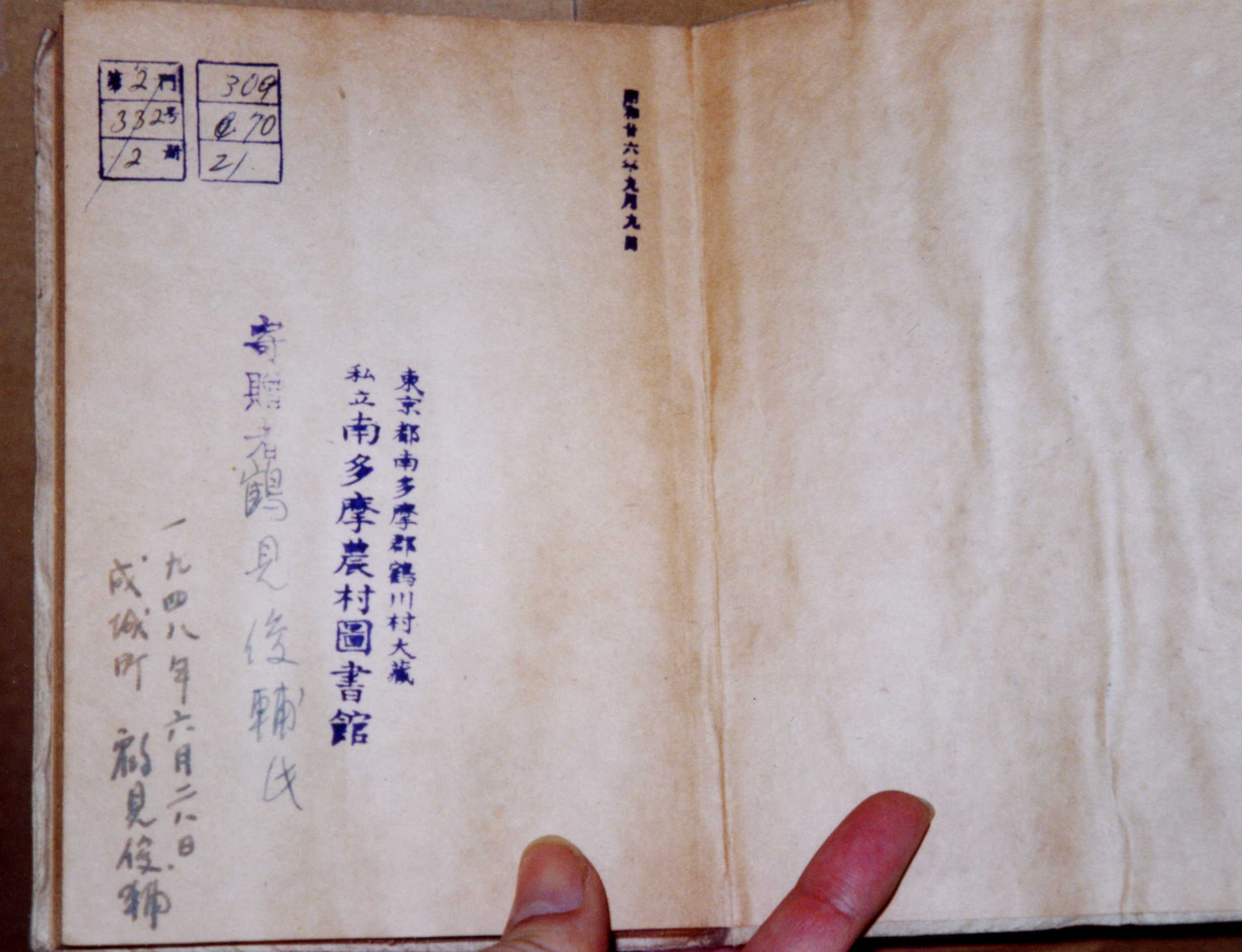
私立南多摩農村図書館への寄贈本

農村図書館（のうそんとしょかん）は農村の文化の向上のために創設された図書館のこと。特に浪江虔（なみえ・けん1910-1999
）が1939年に開いた「私立南多摩農村図書館」を言う。東京都南多摩郡鶴川村大蔵（現、町田市大蔵町1760番地）にあった。
1939年に開館はしたが、浪江は同年に共産党の活動によって検挙されて図書館活動は中断した。その後、曲折を経て戦時下に細々と図書館を再開する。1968年には「私立鶴川図書館」へと改称し、そして1989年の閉館まで50年にわたって活動した。閉館は浪江が市民とともに行政に訴えて実現した「町田中央図書館」の1990年の町田駅前での開館に伴ってのものであった。そしてその蔵書の多くは町田市立図書館に寄贈された。但し、452冊は「農文協図書館」 に寄贈されている。浪江への寄贈者には旧友の埴谷雄高や鶴見俊輔などがいた。